# Acantharctia vittata
Acantharctia vittata là một loài bướm đêm thuộc phân họ Arctiinae, họ Erebidae.